# Elżbieta Jakubiak
Pour les articles homonymes, voir Dąbrowska.
Elżbieta Renata Jakubiak, née Dąbrowska le 17 mars 1966 à Zatory, est une femme politique polonaise membre de La Pologne ensemble (PR).

## Biographie

### Formation et débuts professionnels
Elle commence à travailler en 1990 au sein de la société sociale d'éducation (STO). Diplômée l'année suivante de l'École d'éducation spéciale de Varsovie, elle entreprend en 1992 une carrière dans la fonction publique. Elle intègre effectivement les équipes de la chancellerie de la Diète.
Elle occupe pendant six ans un poste de secrétaire auprès des vice-présidents de la chambre basse du Parlement. En 1998, elle devient directrice de cabinet du Bureau des anciens combattants et des Victimes de l'oppression (USKOR).

### Une proche de Lech Kaczyński
Lorsque Lech Kaczyński est élu maire de Varsovie en novembre 2002, il la choisit comme directrice de cabinet.
Après qu'il a été élu président de la République contre le libéral Donald Tusk, il en fait sa chef de cabinet au sein de la chancellerie présidentielle. Elle entre en fonction le jour de l'investiture du chef de l'État, le 23 décembre 2005, à l'âge de 39 ans, avec le rang administratif de secrétaire d'État. Elle est la première et seule femme à avoir exercé cette responsabilité.

### Ministre, puis députée
Le 23 juillet 2007, Elżbieta Jakubiak est nommée à 41 ans ministre des Sports et du Tourisme dans le gouvernement minoritaire de droite du président du Conseil des ministres conservateurs Jarosław Kaczyński, frère jumeau de Lech.
Dans la perspective des élections législatives anticipées du 21 octobre, elle est investie tête de liste de Droit et justice (PiS), dont elle n'est pas adhérente, dans la circonscription de Siedlce. Elle y totalise 33 509 voix préférentielles, soit le meilleur score des candidats de PiS et du territoire.
Du fait d'un changement de majorité, elle quitte son ministère le 16 novembre suivant. La veille, elle avait été élue présidente de la commission de l'Éducation physique, des Sports et du Tourisme. Membre du groupe parlementaire de Droit et justice, elle rejoint ensuite le parti. Elle se présente aux élections européennes du 7 juin 2009 dans la circonscription de Varsovie-I. Elle réunit 15 076 votes de préférence, ce qui lui assure la quatrième place parmi les candidats de PiS, qui n'obtient qu'un seul siège.

### Le départ de PiS
Elle est suspendue de ses droits militants par Jarosław Kaczyński, président de Droit et justice, le 8 septembre 2010, tout juste quatre mois après la mort accidentelle de Lech à Smolensk. Elle en est exclue le 5 novembre pour « acte préjudiciable à PiS ».
Le 16 novembre, elle participe avec Joanna Kluzik-Rostkowska à la fondation de l'association « La Pologne est le plus important » (en polonais : Polska Jest Najważniejsza, PjN), qui se veut une dissidence plus libérale de Droit et justice et qui reprend le slogan électoral de J. Kaczyński lors de l'élection présidentielle passée, dont Kluzik-Rostkowska était la directrice de campagne. Elle devient vice-présidente du groupe parlementaire PjN le 24 novembre. Après le congrès du 4 juin 2011, elle est nommée par le nouveau président du parti Paweł Kowal au poste de trésorière.
Pour les élections législatives du 9 octobre 2011, elle est investie tête de liste dans la circonscription de Gdynia. Elle y remporte 6 602 suffrages préférentiels mais perd son mandat, son parti n'ayant pas emporté au moins 4 % des suffrages exprimés au niveau national.
Trois ans plus tard, PjN disparaît en fusionnant avec La Pologne ensemble (PR).

## Vie privée
Elle est mariée et mère de trois enfants : les jumeaux Joan et Tomasz, et Zuzanna.